# Jahvizmus
A jahvizmus a modern tudósok elnevezése az korai héberek vallásának. A vaskori sémi vallások többistenhívők voltak, a korai jahvizmus lényegében a henoteizmus egyik formáját követte. Vallásukban több istenség is megjelent, isteneket és istennőket imádtak, amelyek egy panteont alkottak. Ennek a panteonnak az élén Jahve állt, akit nemzeti istenként tiszteltek, aki a vallás középpontjában állt.
A jahvizmus fokozatosan fejlődött monoteista judaizmussá, amelynek középpontjában az egyetlen, egyetemes Isten áll.

## Történet
A korai jahvizmus politeista, sokak szerint henoteista volt. A tudósok alapján Asera istennőt Jahve és a vele azonosított Él hitveseként imádták. Ezt az istenpárost követték a másodlagos istenek és istennők, mint például Baál, Samas, Jarikh, Mávet és Astarté, amelyek mindegyikének megvolt a saját papja és prófétája.
A jahvizmus gyakorlatai közé tartoztak a vallási ünnepek, a rituális áldozatok, a fogadalomtétel, a magánszertartások. Fontos szerepe volt a prófétáknak, a látnokoknak, akiknek természetfeletti képességeket tulajdonították, s úgy vélték, hogy Jahve közvetlenül szól a néphez rajtuk keresztül.
Története nagy részében a jeruzsálemi templom nem az egyedüli kultuszhely volt, ahol Jahvénak istentiszteletet szenteltek, Izraelben, Júdában és Szamáriában számos ilyen helyen volt kultusza. Az izraelita király a nemzeti isten világi királyaként vezette a nemzeti vallást.
Júda és Izrael területén a jahvizmus legalább három fajtáját különböztethetjük meg:
- szinkretista jahvizmus,
- heterodox jahvizmus
- ortodox jahvizmus.

A heterodox jahvizmus keretein belül jelen vannak Jahvén kívül más istenek is, sőt Jahve különböző formái is megjelennek (Jahve Somron, Jahve Témán), ami így akár poli-jahvizmusként is értelmezhető. A szinkretista jahvizmus más vallások formáinak beépítését jelenti a Jahve-kultuszba. A héber Biblia erre a korra vonatkozó írásai, különösen a prófétai iratok mutatják a mono-jahvizmus vagy ortodox jahvizmus azon nézetét, miszerint Jahve az egyetlen imádandó isten.
A jahvizmus számos fejlődésen ment keresztül, mivel a Jahvétól eltérő vagy hozzá hasonló istenségek fogalmát az új vallási áramlatok és eszmék fokozatosan befolyásolták.
A babiloni fogság végére a jahvizmus kezdett elfordulni a monolatriától, és áttért az egyistenhitre. Ézsaiás (Izajás) könyvében az izraelita monoteizmus erőteljesebb kifejezést vett fel. Jahvét a világmindenség alkotójává nyilvánítják, idegen istenségek nem léteznek; az egyedüli Isten Jahve. Őt tekintették teremtő istenségnek és az egyetlen imádatra méltó legfelsőbb lénynek.
A babiloni fogság végét követően a jahvizmus összefonódott a második templomi judaizmus kultuszával, amelyből az etnikai zsidó vallás és a szamaritánusok vallása (szamaritanizmus), valamint a belőle származó, későbbi ábrahámi vallások, úgymint a kereszténység, az iszlám vagy a bahái létrejöttek.